# Jamšek
Jamšek je priimek v Sloveniji, ki ga je po podatkih Statističnega urada Republike Slovenije na dan 1. januarja 2011 uporabljalo 574 oseb.

## Znani nosilci priimka
- Barbara Jamšek (*1980), lutkarica, igralka
- Franc Jamšek (1840—1892), nadučitelj, ravnatelj in šolski nadzornik
- Jamšek (Jambšek), družina slikarjev, podobarjev in kiparjev v 17. in 18. stoletju iz Škofje Loke
- Joža (Joca) Jamšek (*1963), arhitektka, fotografinja, glasbenica, pevka
- Marija Jamšek Vilfan (1945—2009), fizičarka
- Peter Jamšek, arhitekt
- Primož Jamšek, humanitarec